# Liodrosophila onchopyga
Liodrosophila onchopyga är en tvåvingeart som beskrevs av Toyohi Okada 1966. Liodrosophila onchopyga ingår i släktet Liodrosophila och familjen daggflugor.
Artens utbredningsområde är Nepal. Inga underarter finns listade i Catalogue of Life.